# Matti Närhi
Juha Matti Närhi (Viitasaari, 17 de agosto de 1975) é um atleta finlandês de lançamento de dardo.
Participou dos Jogos Olímpicos de Verão de 2004.